# Hypoprolaktinemi
Hypoprolaktinemi avser ett tillstånd där nivåerna av prolaktin är för låga.
Hypoprolaktinemi verkar vara kopplat till vissa sexuella dysfunktioner hos män (impotens, för tidig utlösning), ångest och metabolt syndrom. Manlig infertilitet (dålig kvalitet på sädescellerna) kan bero på hypoprolaktinemi. Hypoprolaktinemi har även konstaterats vid vissa allvarliga, kroniska sjukdomar och vid långvarig behandling med dopamin.